# Modellierkern
Als Modellierkern (englisch geometric modeling kernel) bezeichnet man den Kern zur Geometriebeschreibung und -darstellung, der in 3D-CAD-Systemen verwendet wird.

## Allgemeines
Es gibt drei verbreitete kommerzielle Modellierkerne, die an verschiedene CAD-Hersteller lizenziert sind und somit in unterschiedlichen CAD-Programmen verwendet werden:
1. Parasolid, entwickelt von Siemens PLM Software (ehemals UGS) und verwendet u. a. von NX, Solid Edge und SolidWorks.[2] Dateinamen-Erweiterung *.x_t oder *.x_b
2. ACIS, hergestellt von Fa. Spatial Corp, gehört zur Dassault Group. Dateinamen-Erweiterung *.sat
3. C3D, hergestellt von C3D Labs, gehört zur ASCON Group.[3][4] Dateinamen-Erweiterung *.c3d

Darüber hinaus gibt es weitere Modellierkerne, die exklusiv in Produkten ihrer Hersteller eingesetzt werden:
1. Granite One, wird von PTC entwickelt und ausschließlich in Pro/Engineer genutzt.
2. Catia Geometric Engine – Kern von CATIA
3. Shape Manager – von ACIS abgeleiteter Geometrie-Kern von Autodesk. Kommt in den Produkten AutoCAD und Inventor zum Einsatz.
4. Kernel von DAKO, basierend auf den Austauschnormen DIN 66304, ISO 13584 sowie den Sachmerkmaltabellen der DIN 4000.[5]
5. ESM (European Solid Modeler) – 3D-CAD-Kern von ISD, kommt in der CAD-Software HiCAD zum Einsatz[6]

Daneben gibt es den frei verfügbaren Modellierkern Open CASCADE.